# 西口古道
西口古道，位于中华人民共和国山西省朔州市右玉县右卫镇杀虎口村东，已列为山西省文物保护单位。

## 保护
2021年8月4日，涧西古民居由山西省人民政府公布为第六批山西省文物保护单位，编号6-6。